# 天林镇
天林镇，是中华人民共和国四川省资阳市安岳县下辖的一个乡镇级行政单位。2019年12月，撤销天宝乡，将其所属行政区域划归天林镇管辖。

## 行政区划
天林镇下辖以下地区：
南英村、万平村、二郎村、沙磨村、红桔村、南棚村、龙凼村、洞山村、大湾村、红墙村、李子村和方碑村。